# Fernando Zuqui
Fernando Zuqui (Luján de Cuyo, 27 novembre 1991) è un calciatore argentino, centrocampista dell'Universidad Católica.

## Carriera
Nella stagione 2012-2013 ha giocato 10 partite in massima serie con il Godoy Cruz.

## Palmarès

### Club

#### Competizioni nazionali
- Copa Argentina: 1

Estudiantes (LP): 2023
- Copa de la Liga Profesional: 1

Estudiantes (LP): 2024